# HAUS2
HAUS2 (англ. HAUS augmin like complex subunit 2) – білок, який кодується однойменним геном, розташованим у людей на 15-й хромосомі. Довжина поліпептидного ланцюга білка становить 235 амінокислот, а молекулярна маса — 26 933.
| 10         |  | 20         |  | 30         |  | 40         |  | 50         |
| ---------- |  | ---------- |  | ---------- |  | ---------- |  | ---------- |
| MAAANPWDPA |  | SAPNGAGLVL |  | GHFIASGMVN |  | QEMLNMSKKT |  | VSCFVNFTRL |
| QQITNIQAEI |  | YQKNLEIELL |  | KLEKDTADVV |  | HPFFLAQKCH |  | TLQSMNNHLE |
| AVLKEKRSLR |  | QRLLKPMCQE |  | NLPIEAVYHR |  | YMVHLLELAV |  | TFIERLETHL |
| ETIRNIPHLA |  | ANLKKMNQAL |  | AKMDILVTET |  | EELAENILKW |  | RKQQNEVSSC |
| IPKILAEESY |  | LYKHDIIMPP |  | LPFTSKVHVQ |  | TINAK      |  |            |

A: Аланін

C: Цистеїн

D: Аспарагінова кислота

E: Глутамінова кислота

F: Фенілаланін

G: Гліцин

H: Гістидин

I: Ізолейцин

K: Лізин

L: Лейцин

M: Метіонін

N: Аспарагін

P: Пролін

Q: Глутамін

R: Аргінін

S: Серин

T: Треонін

V: Валін

W: Триптофан

Задіяний у таких біологічних процесах, як клітинний цикл, поділ клітини, мітоз, альтернативний сплайсинг. 
Локалізований у цитоплазмі, цитоскелеті.